# 第41回世界遺産委員会
第41回世界遺産委員会（だい41かいせかいいさんいいんかい）は、2017年7月2日から7月12日の間、ポーランドのクラクフで開催された。ヨーロッパでの世界遺産委員会開催は過去に何度もあるが、ポーランドでの開催は初である。クラクフはその歴史地区がいわゆる世界遺産第1号の一つとなった都市であり、この会議は2014年竣工のICEクラクフ・コングレス・センターでの開催となった（開会式はヴァヴェル城、閉会式は交通博物館でそれぞれ催行）。文化遺産18件、自然遺産3件、複合遺産0件の計21件が登録された結果、世界遺産リスト登録物件の総数は1,073件となった。

## 委員国
委員国は以下の通りである。地域区分はUNESCOに従っている。
| 議長国                 | ポーランド       | 議長ヤツェク・プルフラ（ポーランドユネスコ国内委員長、クラクフ国際文化センター長） |
| アジア・太平洋         | 韓国             | 副議長国                                                                           |
| アジア・太平洋         | インドネシア     |                                                                                    |
| アジア・太平洋         | カザフスタン     |                                                                                    |
| アジア・太平洋         | フィリピン       |                                                                                    |
| アジア・太平洋         | ベトナム         |                                                                                    |
| アラブ諸国             | クウェート       | 副議長国                                                                           |
| アラブ諸国             | チュニジア       |                                                                                    |
| アラブ諸国             | レバノン         |                                                                                    |
| アフリカ               | アンゴラ         | 副議長国                                                                           |
| アフリカ               | タンザニア       | 報告担当。担当者はムハンマド・ジュマ（Muhammad Juma）。                            |
| アフリカ               | ジンバブエ       |                                                                                    |
| アフリカ               | ブルキナファソ   |                                                                                    |
| ヨーロッパ・北アメリカ | ポルトガル       | 副議長国                                                                           |
| ヨーロッパ・北アメリカ | アゼルバイジャン |                                                                                    |
| ヨーロッパ・北アメリカ | クロアチア       |                                                                                    |
| ヨーロッパ・北アメリカ | トルコ           |                                                                                    |
| ヨーロッパ・北アメリカ | フィンランド     |                                                                                    |
| カリブ・ラテンアメリカ | ペルー           | 副議長国                                                                           |
| カリブ・ラテンアメリカ | キューバ         |                                                                                    |
| カリブ・ラテンアメリカ | ジャマイカ       |                                                                                    |

## 審議対象の推薦物件一覧
物件名に * 印が付いているものは既に登録されている物件の拡大申請もしくは縮減申請を示す。太字は正式登録（既存物件の拡大などについては申請要件が承認）された物件。英語名とフランス語名は諮問機関の勧告文書に基づいており、登録時に名称が変更された場合にはその名称を説明文中で太字で示してある。
第41回世界遺産委員会の審議で新規に世界遺産保有国となったのは、アンゴラ、エリトリアの2か国である。この時点で、世界遺産条約を締約している193か国のうち、世界遺産を保有していない国は26か国となった。

### 自然遺産
| 画像 | 推薦名 | 推薦国 | 勧告     | 決議   | 登録基準  |
| --- | --- | --- | -------- | ------ | --------- |
| | ビターカニカ保全地域                                                                                        | インド | 不登録   | 不登録 |           |
| Bhitarkanika Conservation Area | | インド | 不登録   | 不登録 |           |
| Aire de conservation de Bhitarkanika | | インド | 不登録   | 不登録 |           |
| この保全地域は、ビターカニカ国立公園やガヒルマタ海洋保護区などを含んでいる。自然美、生態系、生物多様性の点で推薦されたが、IUCNからはいずれの顕著な普遍的価値も否定され、不登録を勧告された。インド当局は取り下げずに審議に臨んだが、勧告通り不登録となった。 | | |          |        |           |
| | 青海可可西里                                                                                                | 中華人民共和国 | 登録     | 登録   | (7), (10) |
| Qinghai Hoh Xil | | 中華人民共和国 | 登録     | 登録   | (7), (10) |
| Qinghai Hoh Xil | | 中華人民共和国 | 登録     | 登録   | (7), (10) |
| チベット高原の一角を占める広大な自然保護区で、青海可可西里国家級自然保護区や三江源国立自然保護区に属する地域などを対象とする。IUCNからは自然美と生物多様性の点で評価され、登録を勧告された。登録を果たしたが、インターナショナル・キャンペーン・フォー・チベットは、チベット系遊牧民らに対する抑圧強化の材料となることへの懸念を示した。 | | |          |        |           |
| | ダウリヤの景観群                                                                                            | モンゴル ロシア | 登録     | 登録   | (9), (10) |
| Landscapes of Dauria | | モンゴル ロシア | 登録     | 登録   | (9), (10) |
| Paysages de la Dauria | | モンゴル ロシア | 登録     | 登録   | (9), (10) |
| この物件はロシアのダウルスキー自然保護区を含む2か国4件の地域を対象としている。第39回世界遺産委員会で情報照会決議となった（諮問機関は登録延期を勧告していた）物件の再推薦であり、今回は「登録」が勧告された。 | | |          |        |           |
| | モール国立公園                                                                                              | ガーナ | 不登録   | ――     |           |
| Mole National Park | | ガーナ | 不登録   | ――     |           |
| Parc national Mole | | ガーナ | 不登録   | ――     |           |
| モール国立公園はガーナでは最大の自然保護区で、登録されればガーナの世界遺産としては37年ぶり3件目、自然遺産では初の登録となるところだった。しかし、IUCNからはいずれの価値も否定され、不登録を勧告された。その結果、審議前に取り下げられた。 | | |          |        |           |
| | W・アルリ・パンジャリ自然公園群（「ニジェールのW国立公園」の拡大）*                                         | ブルキナファソ ベナン | 承認     | 承認   | (9), (10) |
| W – Arly – Pendjari Complex [extension to “W National Park of Niger”, Niger, (ix)(x), 1996] | | ブルキナファソ ベナン | 承認     | 承認   | (9), (10) |
| Complexe W-Arly-Pendjari [extension du bien « Parc national du W du Niger », Niger, (ix)(x), 1996] | | ブルキナファソ ベナン | 承認     | 承認   | (9), (10) |
| W国立公園はニジェール、ベナン、ブルキナファソにまたがる自然保護区で、ニジェール部分だけが先行して登録されたが、それ自体が委員会ではかなり紛糾した上での登録だった。パンジャリ国立公園はベナン単独推薦として2002年の第26回世界遺産委員会で、また、ニジェールのW国立公園の拡大案件として2011年の第35回世界遺産委員会で、それぞれ登録を見送られた。今回はブルキナファソのアルリ国立公園も含めた申請である。ベナン、ブルキナファソにとっては初の自然遺産となった。 | | |          |        |           |
| | カルパティア山脈とヨーロッパ各地のブナ原生林（「カルパティア山脈のブナ原生林とドイツの古代ブナ林」の拡大）* | アルバニア · イタリア · ウクライナ · オーストリア · クロアチア · スペイン · スロバキア · スロベニア · ブルガリア · ベルギー · ポーランド · ルーマニア | 登録延期 | 登録   | (9)       |
| Primeval Beech Forests of the Carpathians and Other Regions of Europe [extension to “Primeval Beech Forests of the Carpathians and Ancient Beech Forests of Germany” Germany, Slovakia, Ukraine, (ix), 2007, 2011] | | アルバニア · イタリア · ウクライナ · オーストリア · クロアチア · スペイン · スロバキア · スロベニア · ブルガリア · ベルギー · ポーランド · ルーマニア | 登録延期 | 登録   | (9)       |
| Forêts primaires de hêtres des Carpates et d’autres régions d’Europe [extension du bien « Forêts primaires de hêtres des Carpates et forêts anciennes de hêtres d’Allemagne » Allemagne, Slovaquie, Ukraine, (ix), 2007, 2011] | | アルバニア · イタリア · ウクライナ · オーストリア · クロアチア · スペイン · スロバキア · スロベニア · ブルガリア · ベルギー · ポーランド · ルーマニア | 登録延期 | 登録   | (9)       |
| 当初はスロバキアとウクライナの世界遺産だったが、その時点からさらなる拡大への期待が示されていた。2011年にドイツに拡大されたが、今回はさらに10か国を加えた推薦となった（ただし、ポーランドは推薦書提出後に離脱）。IUCNは保護のための国際協力自体は評価しつつも、既登録部分の適用理由である基準 (9) の強化としては構成資産の選定が不適切とした。しかし、逆転で登録が認められ、シュトルーヴェの測地弧（10か国）を上回る、最も多くの国境を越える世界遺産（離脱したポーランドを除く12か国）となった。名称は古代林が追加され、「カルパティア山脈とヨーロッパ各地の古代及び原生ブナ林」となった。 | | |          |        |           |
| | シーラ国立公園                                                                                              | イタリア | ――       | ――     |           |
| Sila National Park | | イタリア | ――       | ――     |           |
| Parc national de Sila | | イタリア | ――       | ――     |           |
| シーラはカラブリア州にある山塊で、その高原に広がる森林はイタリア最大とされる。正式な勧告前に取り下げられた。 | | |          |        |           |
| | ロス・アレルセス国立公園                                                                                    | アルゼンチン | 登録     | 登録   | (7), (10) |
| Los Alerces National Park | | アルゼンチン | 登録     | 登録   | (7), (10) |
| Parc national Los Alerces | | アルゼンチン | 登録     | 登録   | (7), (10) |
| 「ロス・アレルセス国立公園」はチュブ州の自然保護区だが、この呼び方には広義と狭義があり、この場合は同名の国立公園だけでなくロス・アレルセス自然保護区も含めた意味で使われている。IUCNからはパタゴニアの森林などの自然美と生物多様性を評価され、登録を勧告された。 | | |          |        |           |

### 複合遺産
| 画像 | 推薦名                                                    | 推薦国   | 勧告                              | 決議     | 登録基準 |
| --- | --------------------------------------------------------- | -------- | --------------------------------- | -------- | -------- |
| | テワカン＝クイカトラン渓谷 : メソアメリカの起源となる環境 | メキシコ | （自然）登録延期 （文化）登録延期 | 情報照会 |          |
| Tehuacán-Cuicatlán Valley: originary habitat of Mesoamerica |                                                           | メキシコ | （自然）登録延期 （文化）登録延期 | 情報照会 |          |
| Vallée de Tehuacán-Cuicatalán : habitat originel de Méso-Amérique |                                                           | メキシコ | （自然）登録延期 （文化）登録延期 | 情報照会 |          |
| テワカン＝クイカトラン生物圏保護区に含まれる3件の構成資産から成る推薦だが、諮問機関からは文化遺産、自然遺産とも範囲の再考によって価値が証明される可能性があると認められるにとどまり、いずれも「登録延期」勧告となった。審議では一段階上の情報照会決議となった。第42回世界遺産委員会で正式登録されることとなる。 |                                                           |          |                                   |          |          |

### 文化遺産
| 画像 | 推薦名 | 推薦国                           | 勧告     | 決議     | 登録基準           |  |
| --- | --- | -------------------------------- | -------- | -------- | ------------------ |  |
| | ヤズドの歴史都市 | イラン                           | 登録延期 | 登録     | (3), (5)           |  |
| Historic City of Yazd | | イラン                           | 登録延期 | 登録     | (3), (5)           |  |
| Ville historique de Yazd | | イラン                           | 登録延期 | 登録     | (3), (5)           |  |
| ヤズドはヤズド州の州都で、古来、交易上の要衝に位置した。砂漠気候で夏は40度を越える一方、冬は氷点下になる。イランは多角的側面から推薦したが、諮問機関であるICOMOSは、むしろヤズドの砂漠気候に適応した建築様式の発達という側面に絞って練り直すことを勧告した。 | |                                  |          |          |                    |  |
| | アフマダーバードの歴史都市                                                                                                  | インド                           | 登録延期 | 登録     | (2), (5)           |  |
| Historic City of Ahmadabad | | インド                           | 登録延期 | 登録     | (2), (5)           |  |
| Ville historique d’Ahmedabad | | インド                           | 登録延期 | 登録     | (2), (5)           |  |
| アフマダーバードはヒンドゥー教、ジャイナ教、イスラームの異文化が共存するとともに、かつて「インドのマンチェスター」の異名をとった綿工業都市である。その工業労働者の急速な流入は、ポル (Pol) と呼ばれる独特の集合住宅地を生み出した。ICOMOSは、このポルに関連する要素などに重点を置いて推薦書を練り直せば、価値を認めうることを示しつつ、「登録延期」を勧告した。 | |                                  |          |          |                    |  |
| | 古代イシャナプラの文化的景観を代表するサンボー・プレイ・クック考古遺跡                                                      | カンボジア                       | 登録延期 | 登録     | (2), (3), (6)      |  |
| Sambor Prei Kuk Archaeological Site representing the Cultural Landscape of Ancient Ishanapura | | カンボジア                       | 登録延期 | 登録     | (2), (3), (6)      |  |
| Sambor Prei Kuk, site archéologique représentant le paysage culturel de l’ancienne Ishanapura | | カンボジア                       | 登録延期 | 登録     | (2), (3), (6)      |  |
| 正式な勧告が出る前に、推薦名が「古代イシャナプラのサンボー・プレイ・クック考古遺跡」へと変更された。サンボー・プレイ・クックは、7世紀前半に真臘王イーシャーナヴァルマン1世が建造した都イーシャーナプラの遺跡である。ICOMOSは都市遺跡の全体については証明不足としたものの、寺院に絞ればその価値は認められるとし、全体の価値証明を深化させるか、寺院に絞って登録するかのいずれかの方向で再考すべきことを勧告した。逆転登録に際し、登録名は「古代イシャナプラの考古遺跡サンボー・プレイ・クックの寺院地区」となった。                                                                  | |                                  |          |          |                    |  |
| | ソウルの城壁、漢陽都城 | 大韓民国                         | ――       | ――       |                    |  |
| Hanyangdoseong, the Seoul City Wall | | 大韓民国                         | ――       | ――       |                    |  |
| Hanyangdoseong, le rempart de Séoul | | 大韓民国                         | ――       | ――       |                    |  |
| 漢陽都城（한양도성）は首都ソウルに残る城壁である。正式勧告前に取り下げられた。 | |                                  |          |          |                    |  |
| | 歴史的共同租界、鼓浪嶼 | 中華人民共和国                   | 登録     | 登録     | (2), (4)           |  |
| Kulangsu: a historic international settlement | | 中華人民共和国                   | 登録     | 登録     | (2), (4)           |  |
| Kulangsu : un établissement historique international | | 中華人民共和国                   | 登録     | 登録     | (2), (4)           |  |
| 廈門市（アモイ）の鼓浪嶼（ころうしょ）には20世紀初頭に万国共同租界が置かれ、中国、東南アジア、ヨーロッパの建築様式が混ざり合っただけでなく、アモイ・デコ様式 (Amoy Deco Style) 発祥の地として、それを体現した優れた建築物群が残る。ICOMOSはそうした点を評価し、登録を勧告した。 | |                                  |          |          |                    |  |
| | 「神宿る島」宗像・沖ノ島と関連遺産群                                                                                        | 日本                             | 登録     | 登録     | (2), (3)           |  |
| Sacred Island of Okinoshima and Associated Sites in the Munakata Region | | 日本                             | 登録     | 登録     | (2), (3)           |  |
| Île sacrée d’Okinoshima et sites associés de la région de Munakata | | 日本                             | 登録     | 登録     | (2), (3)           |  |
| 沖ノ島は「海の正倉院」とも呼ばれる多彩な出土品を擁する祭祀遺跡を持つ島で、いまなお宗像大社の神域である。推薦は沖ノ島のほか宗像市・福津市内の関連資産も含んでいたが、ICOMOSは沖ノ島と近隣3岩礁のみに対し「登録」を勧告し、名称を「『神宿る島』沖ノ島」とすべきことも求めた。しかし、逆転で全件の登録が認められ、名称も推薦時のままだった。 | |                                  |          |          |                    |  |
| | 伝統的な商人の港ホール・ドゥバイ                                                                                            | アラブ首長国連邦                 | 不登録   | 情報照会 |                    |  |
| Khor Dubai, a Traditional Merchants’ Harbour | | アラブ首長国連邦                 | 不登録   | 情報照会 |                    |  |
| Khor Dubaï, un port marchand traditionnel | | アラブ首長国連邦                 | 不登録   | 情報照会 |                    |  |
| ホール・ドゥバイ（ドバイ・クリーク）はドバイ中心地を流れており、バール・ドバイ地区にはアル・バスタキヤのような歴史地区も残されている。第38回世界遺産委員会ではICOMOSから「不登録」を勧告され、委員会審議でも「登録延期」決議にとどまった。今回もICOMOSは「不登録」を勧告したが、審議では情報照会となった。 | |                                  |          |          |                    |  |
| | ディルムンの古墳群 | バーレーン                       | ――       | ――       |                    |  |
| Dilmun Burial Mounds | | バーレーン                       | ――       | ――       |                    |  |
| Tertres funéraires de Dilmun | | バーレーン                       | ――       | ――       |                    |  |
| ディルムンはバーレーン島にあったと考えられている古代文明で、関連する遺跡としては、すでにバーレーン要塞が世界遺産に登録されている。ただし、今回の古墳群の推薦は、正式勧告前に推薦国によって取り下げられた。第43回世界遺産委員会で正式登録されることになる。 | |                                  |          |          |                    |  |
| | サルトの折衷主義的建築（1865年-1925年）、レヴァントの建築言語の起源と進化                                                   | ヨルダン                         | 不登録   | 登録延期 |                    |  |
| As-Salt Eclectic Architecture (1865-1925), Origins and Evolution of an Architectural Language in the Levant | | ヨルダン                         | 不登録   | 登録延期 |                    |  |
| L’architecture éclectique d’As-Salt (1865-1925), Origines et évolution d’un langage architectural au Levant | | ヨルダン                         | 不登録   | 登録延期 |                    |  |
| サルトの街並みが大きく変貌した時期を代表する8件の構成資産が推薦されたが、ICOMOSからはその8件が選ばれた理由も価値の証明も示されていないと判断され、「不登録」が勧告された。審議では登録延期決議となった。 | |                                  |          |          |                    |  |
| | ンバンザ＝コンゴの歴史地区                                                                                                  | アンゴラ                         | 登録     | 登録     | (3), (4), (6)      |  |
| Historical Centre of Mbanza Kongo | | アンゴラ                         | 登録     | 登録     | (3), (4), (6)      |  |
| Centre historique de Mbanza Kongo | | アンゴラ                         | 登録     | 登録     | (3), (4), (6)      |  |
| 正式な勧告が出る前にICOMOSとのやり取りを踏まえ、推薦名が「ンバンザ＝コンゴ、旧コンゴ王国の首都跡」に変更された。その新しい推薦名が示すように、ンバンザ＝コンゴはコンゴ王国の首都だった都市で、サハラ以南アフリカの王国の伝統やヨーロッパ人との交流の歴史をとどめていることなどから、ICOMOSは登録を勧告した。登録名は変更後の名称がそのまま採用された。 | |                                  |          |          |                    |  |
| | アスマラ : アフリカのモダニズム都市                                                                                         | エリトリア                       | 登録     | 登録     | (2), (4)           |  |
| Asmara: Africa’s Modernist City | | エリトリア                       | 登録     | 登録     | (2), (4)           |  |
| Asmara : ville moderniste d’Afrique | | エリトリア                       | 登録     | 登録     | (2), (4)           |  |
| エリトリアの首都アスマラは、19世紀末に進出してきたイタリアの植民地（イタリア領エリトリア）の首都となり、ヨーロッパ風の街並みが発達した。ICOMOSは20世紀アフリカにおけるモダニズム建築および都市計画の優れた例証として「登録」を勧告し、あわせて登録名の形容部分に不定冠詞を追加することを勧めた。登録名はその勧告通りになった。 | |                                  |          |          |                    |  |
| | コマニの文化的景観 | 南アフリカ共和国                 | 登録延期 | 登録     | (3), (4), (5), (6) |  |
| ǂKhomani Cultural Landscape | | 南アフリカ共和国                 | 登録延期 | 登録     | (3), (4), (5), (6) |  |
| Paysage culturel des ǂKhomani | | 南アフリカ共和国                 | 登録延期 | 登録     | (3), (4), (5), (6) |  |
| 北ケープ州のカラハリ・ゲムズボック国立公園と重なる地域で、石器時代以来のサン人の歴史と結びつく文化的景観が対象となっている（ǀXam and ǂKhomani heartlandも参照）。ICOMOSは価値の証明自体がされていないとして、価値の力点や設定範囲などを再考すべきことを勧告した。しかし、逆転での登録を果たした。 | |                                  |          |          |                    |  |
| | シャキの歴史地区とハーンの宮殿                                                                                              | アゼルバイジャン                 | 不登録   | 情報照会 |                    |  |
| Historic Centre of Sheki with the Khan’s Palace | | アゼルバイジャン                 | 不登録   | 情報照会 |                    |  |
| Centre historique de Sheki avec le palais du Khan | | アゼルバイジャン                 | 不登録   | 情報照会 |                    |  |
| シャキは大コーカサス山脈の斜面に発達した交通の要衝で、1772年の土砂災害の後に再建された街並みには、サファヴィー朝、ガージャール朝、ロシアなどの影響も見られる。ハーンの宮殿 (Palace of Shaki Khans) とともに推薦されたが、ICOMOSからは顕著な普遍的価値を認められず、「不登録」を勧告された。第43回世界遺産委員会で正式登録されることになる。 | |                                  |          |          |                    |  |
| | イングランドの湖水地方 | イギリス                         | 登録     | 登録     | (2), (5), (6)      |  |
| The English Lake District | | イギリス                         | 登録     | 登録     | (2), (5), (6)      |  |
| Le District des Lacs anglais | | イギリス                         | 登録     | 登録     | (2), (5), (6)      |  |
| 湖水地方はイングランド最高峰のスコーフェル山のほか、16の自然湖を擁し、イングランドで「最も愛されている景色」という評もある。その景色は湖水詩人らの創作も刺激した。湖水地方は第11回世界遺産委員会で複合遺産として審議されたときには見送られ、文化遺産として推薦された第14回世界遺産委員会では、適用する基準などをめぐって委員会審議がまとまらずに見送られた。本件は新たに文化的景観として推薦されたものであり、ICOMOSは登録を勧告した。 | |                                  |          |          |                    |  |
| | 15世紀から17世紀のヴェネツィア共和国防衛施設群                                                                              | イタリア クロアチア モンテネグロ | 登録     | 登録     | (3), (4)           |  |
| Venetian Works of Defence between 15th and 17th Centuries | | イタリア クロアチア モンテネグロ | 登録     | 登録     | (3), (4)           |  |
| Les ouvrages de défense vénitiens du XVe au XVIIe siècle | | イタリア クロアチア モンテネグロ | 登録     | 登録     | (3), (4)           |  |
| これはヴェネツィア共和国時代の防衛施設3か国15件を推薦した物件だが、うち9件は世界遺産「ヴェネツィアとその潟」「スタリー・グラード平原」「シベニクの聖ヤコブ大聖堂」「コトルの自然と文化歴史地域」に含まれている要素と重なる。ICOMOSは15件中6件のみに顕著な普遍的価値を認め、その名称を「16世紀から17世紀のヴェネツィアの防衛施設群:スタート・ダ・テッラと西スタート・ダ・マール」として登録することを勧告した。名称は冒頭の定冠詞が除かれた以外、勧告の通りに変更された。 | |                                  |          |          |                    |  |
| | ゲラティ修道院（「バグラティ大聖堂とゲラティ修道院」の重要な範囲縮減）*                                                     | ジョージア                       | 承認     | 承認     |                    |  |
| Gelati Monastery [significant boundary reduction of “Bagrati Cathedral and Gelati Monastery”, (iv), 1994] | | ジョージア                       | 承認     | 承認     |                    |  |
| Monastère de Ghélati [réduction importante des limites du bien « Cathédrale de Bagrati et monastère de Ghélati », (iv), 1994] | | ジョージア                       | 承認     | 承認     |                    |  |
| 「バグラティ大聖堂とゲラティ修道院」（1994年登録）は、バグラティ大聖堂の大規模な改築計画を理由に2010年に危機遺産リストに記載されていた。しかし、その改築が断行されたことから、世界遺産としての価値の証明に寄与しないと判断されたバグラティ大聖堂を世界遺産リストから外す提案である。第39回世界遺産委員会では、当初の登録理由である中世グルジア建築の優れた例としての価値は、ゲラティ単独でも証明可能と判断されたが、管理計画などの面から「情報照会」決議となった。今回はその再提案であり、「承認」が勧告された。縮減によって危機遺産登録理由がなくなったので、同リストから外れた。  | |                                  |          |          |                    |  |
| | タラヨ的メノルカ | スペイン                         | 登録延期 | 登録延期 |                    |  |
| Talayotic Minorca | | スペイン                         | 登録延期 | 登録延期 |                    |  |
| Minorque talayotique | | スペイン                         | 登録延期 | 登録延期 |                    |  |
| 青銅器時代末期のメノルカ島には、タラヨ（円錐台形の巨石建造物）が築かれ、現存するものだけでも200基以上がある。ICOMOSは「タラヨ的」の示すものがメノルカ島のタラヨ時代なのかタラヨ文化を指すのか明瞭でなく、定義を明確化した上でマヨルカ島の同種遺跡なども含めて範囲を再考すべきことを勧告した。 | |                                  |          |          |                    |  |
| | グヤダー:グリーンランドの亜北極農業景観                                                                                     | デンマーク · ( グリーンランド)   | 情報照会 | 登録     | (5)                |  |
| Kujataa – a subarctic farming landscape in Greenland | | デンマーク · ( グリーンランド)   | 情報照会 | 登録     | (5)                |  |
| Kujataa - un paysage agricole subarctique au Groenland | | デンマーク · ( グリーンランド)   | 情報照会 | 登録     | (5)                |  |
| ICOMOSの助言を踏まえ、正式勧告前に「グリーンランドのグヤダー:氷冠縁辺部における古代スカンジナビア人とイヌイットの農業景観」と改名されている。推薦名に使われているKujataa について、ICOMOSの勧告書では、「南西グリーンランドの、ノース人に東植民地(Eystribyggð) として知られていた地域の現代グリーンランド語名」と説明されている。かつてノース人たちが入植し、放棄した集落跡、および現代まで続くイヌイットたちの農牧業と結びつくクヤレックの文化的景観を対象とする。ICOMOSはその顕著な普遍的価値を認めつつも、土地利用の許諾情況が明瞭でないことなどを挙げ、「情報照会」を勧告した。 | |                                  |          |          |                    |  |
| | 最古の氷河期芸術のある洞窟群                                                                                                | ドイツ                           | 登録     | 登録     | (3)                |  |
| Caves with the oldest Ice Age art | | ドイツ                           | 登録     | 登録     | (3)                |  |
| Les grottes avec l’art le plus ancien de la période glaciaire | | ドイツ                           | 登録     | 登録     | (3)                |  |
| 正式勧告前にICOMOSの意見を踏まえ、推薦名が「シュヴァーベンジュラにある洞窟群と氷河期の芸術」に変更された。構成資産はバーデン＝ヴュルテンベルク州の2つの河谷の洞窟群で、ホーレ・フェルスのヴィーナス（左画像）、ライオンマンなどの彫像や道具類が発見されている。ICOMOSは文化的伝統の優れた例証として登録を勧告した。 | |                                  |          |          |                    |  |
| | ナウムブルク大聖堂とザーレ・ウンシュトルトの中世盛期の文化的景観                                                            | ドイツ                           | 不登録   | 情報照会 |                    |  |
| Naumburg Cathedral and the High Medieval Cultural Landscape of the Rivers Saale and Unstrut | | ドイツ                           | 不登録   | 情報照会 |                    |  |
| Cathédrale de Naumburg et sites associés dans le paysage culturel de la Saale et de l’Unstrut | | ドイツ                           | 不登録   | 情報照会 |                    |  |
| ナウムブルクの大聖堂と関連する文化的景観は第39回世界遺産委員会でICOMOSから不登録勧告を受けたものの、審議では1段階上の「登録延期」決議となった。今回の推薦では、ドイツ当局は構成資産を11件から3件に絞り込むなどの修正を施したが、ICOMOSは再び「不登録」を勧告した。審議では情報照会決議となったものの、推薦はナウムブルク大聖堂に絞って価値の証明を行うべきことが示された。第42回世界遺産委員会で大聖堂のみ正式登録されることとなる。 | |                                  |          |          |                    |  |
| | ヴァイマル、デッサウ及びベルナウのバウハウスとその関連遺産群（「ヴァイマルとデッサウのバウハウスとその関連遺産群」の拡大）* | ドイツ                           | 承認     | 承認     | (2), (4), (6)      |  |
| The Bauhaus and its sites in Weimar, Dessau and Bernau [extension to “Bauhaus and its Sites in Weimar and Dessau”, (ii)(iv)(vi), 1996] | | ドイツ                           | 承認     | 承認     | (2), (4), (6)      |  |
| Le Bauhaus et ses sites à Weimar, Dessau et Bernau [extension du bien « Bauhaus et ses sites à Weimar et Dessau », (ii)(iv)(vi), 1996] | | ドイツ                           | 承認     | 承認     | (2), (4), (6)      |  |
| バウハウスの関連遺産のうち、デッサウの5件、ベルナウ（ベルナウ・バイ・ベルリン）の1件の構成資産を追加する申請である。ICOMOSからは従来の価値を強化する申請として「承認」が勧告されたが、世界遺産センターからは1か国の推薦件数の上限を超えていると指摘されている。 | |                                  |          |          |                    |  |
| | 中部ドイツのルター関連史跡群（「アイスレーベンとヴィッテンベルクにあるルター記念建造物群」の拡大）*                         | ドイツ                           | 不承認   | ――       |                    |  |
| Luther Sites in Central Germany [extension to “Luther Memorials in Eisleben and Wittenberg”, (iv)(vi), 1996] | | ドイツ                           | 不承認   | ――       |                    |  |
| Sites de Luther en Allemagne centrale [extension du bien « Monuments commémoratifs de Luther à Eisleben et Wittenberg », (iv)(vi), 1996] | | ドイツ                           | 不承認   | ――       |                    |  |
| アイスレーベンとヴィッテンベルクの2都市6件の構成資産だったものを、トルガウ、コーブルク、エアフルトを加えた5都市18件の構成資産へと拡大する申請である。しかし、ICOMOSからは価値の強化につながるものではないとして「不承認」を勧告された上、世界遺産センターからは上記のバウハウス関連遺産同様、上限を超えていると指摘された。審議前に取り下げられた。 | |                                  |          |          |                    |  |
| | アフロディシアス | トルコ                           | 登録延期 | 登録     | (2), (3), (4), (6) |  |
| Aphrodisias | | トルコ                           | 登録延期 | 登録     | (2), (3), (4), (6) |  |
| Aphrodisias | | トルコ                           | 登録延期 | 登録     | (2), (3), (4), (6) |  |
| アフロディシアスはアイドゥン県に残る紀元前3世紀から前2世紀に駆けて建設された神殿や都市の遺跡群で、最終的に14世紀に放棄された。ICOMOSは価値の証明自体が不十分などとして「登録延期」を勧告した。 | |                                  |          |          |                    |  |
| | ストラスブール : グラン・ディルからノイシュタットまでの欧州都市の一風景（「ストラスブールのグラン・ディル」の拡大）*        | フランス                         | 承認     | 承認     | (2), (4)           |  |
| Strasbourg: from Grande-île to Neustadt, a European urban scene [extension to “Strasbourg – Grande île”, (i)(ii)(iv), 1988] | | フランス                         | 承認     | 承認     | (2), (4)           |  |
| Strasbourg : de la Grande-île à la Neustadt, une scène urbaine européenne [extension du bien « Strasbourg – Grande île », (i)(ii)(iv), 1988] | | フランス                         | 承認     | 承認     | (2), (4)           |  |
| ドイツ語で「新市街」を意味するノイシュタットはストラスブールがドイツ領だった普仏戦争から第一次世界大戦までの時期に形成された地区である。ICOMOSはノイシュタットの拡大が基準 (2) と (4) の強化に寄与するが基準 (1) には該当しないとし、基準 (1) の適用を解除した上での拡大承認を勧告した。登録名はシンプルに「ストラスブール : グラン・ディルとノイシュタット」となった。 | |                                  |          |          |                    |  |
| | タプタプアテア | フランス ( フランス領ポリネシア) | 登録     | 登録     | (3), (4), (6)      |  |
| Taputapuātea | | フランス ( フランス領ポリネシア) | 登録     | 登録     | (3), (4), (6)      |  |
| Taputapuātea | | フランス ( フランス領ポリネシア) | 登録     | 登録     | (3), (4), (6)      |  |
| ライアテア島に残るタプタプアテアのマラエはオロ神 ('Oro) を祭った聖地である。最盛期にはルルツ島、トンガ、クック諸島、ニュージーランド等からの使節も迎え、ポリネシア最大・最重要と目されるマラエの遺跡である。フランスの海外県・海外領土ではニューカレドニアの礁湖（2008年）とレユニオン島の尖峰群、圏谷群および絶壁群（2010年）に続き3件目の世界遺産であり、文化遺産では初となった。 | |                                  |          |          |                    |  |
| | タルノフスキェ・グルィの鉛・銀・亜鉛鉱山とその地下水管理システム                                                            | ポーランド                       | 登録延期 | 登録     | (1), (2), (4)      |  |
| Tarnowskie Góry Lead-Silver-Zinc Mine and its Underground Water Management System | | ポーランド                       | 登録延期 | 登録     | (1), (2), (4)      |  |
| Mine de plomb, argent et zinc de Tarnowskie Góry et son système de gestion hydraulique souterrain | | ポーランド                       | 登録延期 | 登録     | (1), (2), (4)      |  |
| タルノフスキェ・グルィの鉱山及びその給排水システムは、15世紀以降に形成されたポーランド最大級のものである（Historic Silver Mine in Tarnowskie Góryも参照のこと）。しかし、ICOMOSは価値の証明自体が不十分として、力点の置き方や推薦範囲を再考すべきことを勧告した。 | |                                  |          |          |                    |  |
| | オルヘユル・ヴェキの考古景観                                                                                                | モルドバ                         | ――       | ――       |                    |  |
| Orheiul Vechi Archaeological Landscape | | モルドバ                         | ――       | ――       |                    |  |
| Paysage archéologique Orheiul Vechi | | モルドバ                         | ――       | ――       |                    |  |
| オルヘユル・ヴェキはオルヘイ県のラウト川沿いの崖にある。自然の要害として、古代のダキア人の時代から16世紀のモルダヴィア公国時代までの様々な建造物群が築かれてきた。第33回世界遺産委員会で複合遺産として推薦され、自然について不登録、文化について登録延期を勧告され、審議前に取り下げた。今回、文化遺産としての再推薦だったが、正式勧告前に取り下げた。 | |                                  |          |          |                    |  |
| | スヴィヤジツクの集落島の生神女就寝大聖堂                                                                                    | ロシア                           | 登録     | 登録     | (2), (4)           |  |
| The Assumption Cathedral of the town-island of Sviyazhsk | | ロシア                           | 登録     | 登録     | (2), (4)           |  |
| La cathédrale de l’Assomption de l’île-village de Sviajsk | | ロシア                           | 登録     | 登録     | (2), (4)           |  |
| 「スヴィヤジツクの歴史的・建築的・自然的・景観的複合体」は第37回世界遺産委員会で、文化・自然の両面で不登録勧告を受けて取り下げられた。今回はその大聖堂に絞っての再推薦であり、ICOMOSからは「登録」を勧告されたが、登録名は周囲の生神女就寝修道院 (Свияжский Успенский монастырь) も含めた「スヴィヤジツクの集落島の生神女就寝大聖堂と修道院」とすべきことも付帯的に勧告された。勧告通り、修道院も含めた登録となった。 | |                                  |          |          |                    |  |
| | ヴァロンゴ埠頭の考古遺跡 | ブラジル                         | 登録     | 登録     | (6)                |  |
| Valongo Wharf Archaeological Site | | ブラジル                         | 登録     | 登録     | (6)                |  |
| Site archéologique du quai de Valongo | | ブラジル                         | 登録     | 登録     | (6)                |  |
| ヴァロンゴ埠頭はリオデジャネイロにある1811年建設の港湾施設の遺跡で、大西洋奴隷貿易末期に黒人奴隷を受け入れる場所として整備された。ICOMOSはその歴史的意義を認め、基準 (6) のみでの登録を勧告した（基準 (6) のみでの登録は例外的なもので、しばしば負の世界遺産とされる物件に見られる）。 | |                                  |          |          |                    |  |

### 緊急案件
| 画像 | 推薦名                        | 推薦国     | 勧告     | 決議 | 登録基準      |
| --- | ----------------------------- | ---------- | -------- | ---- | ------------- |
| | ヘブロン/アル＝ハリール旧市街 | パレスチナ | （保留） | 登録 | (2), (4), (6) |
| Hebron/Al-Khalil Old Town |                               | パレスチナ | （保留） | 登録 | (2), (4), (6) |
| Hébron/ Vieille ville d’Al-Khalil |                               | パレスチナ | （保留） | 登録 | (2), (4), (6) |
| ヘブロンは「世界最古の都市の一つ」と言われることもある古い町で、旧約聖書ではアブラハム、イサク、ヤコブ、さらにはダビデとも深く結びつく町として描かれ、ユダヤ教にとってもイスラームにとっても聖地となっている。パレスチナの世界遺産はすでに2件あるが、いずれも緊急案件での登録であった。本件が認められれば、3件連続で緊急案件での登録となる。なお、「ヘブロン」はこの町のヘブライ語名、「アル＝ハリール」はアラビア語名である。ICOMOSは2017年6月26日付で勧告を出したが、現地調査していないことから、顕著な普遍的価値の証明も、緊急案件として審議されるべき差し迫った状況なのかも確定が出来ないとして、通例の4段階の勧告を出さなかった。しかし、逆転で登録され、危機遺産に同時登録された。イスラエルは、この決定に反発した。正式登録に際してフランス語名が微調整され、「旧市街」の係り方が変わった。 |                               |            |          |      |               |

## 危機遺産

### リストからの除去
- シミエン国立公園（ エチオピア）
- コモエ国立公園（ コートジボワール）
- ゲラティ修道院（ ジョージア）

### リストへの追加
- ウィーン歴史地区（ オーストリア）
- ヘブロン（アル＝ハリール）旧市街（ パレスチナ）

## その他の議題
- 世界遺産委員会開催国のポーランドと隣国ベラルーシに跨る自然遺産ビャウォヴィエジャの森における害虫駆除と拡散防止目的での伐採裁可に伴う危機遺産指定審議で、賛成派と反対派双方が会場を取り囲みデモを挙行するという事態に発展した。ビャウォヴィエジャの森は単に手付かずの自然環境という意義のみならず、ヨーロッパ屈指の環境財として扱われ、文化的環境も付加価値を高めている。最終的には今年の危機遺産指定は見送られ、来年再度検証することとなった[90]。
- 古都京都の文化財で（実際には古都奈良の文化財においても）発生している寺社連続油被害事件をヴァンダリズムであるとして批判し、監視体制強化を求めた[91]。
- 気候変動が世界遺産に及ぼす影響を懸念し、2015年の第21回気候変動枠組条約締約国会議で採択されたパリ協定の遵守・履行を世界遺産条約締約国に求め、世界遺産委員会と同時期にドイツのハンブルクで開催されていたG20首脳会議 (2017)（英語版）でパリ協定からの離脱を明確にしたアメリカの姿勢を非難[91]。
- 日本で開催された国連防災世界会議での成果を基に、自然災害が世界遺産に及ぼす影響を減災する取り組みを進めることが決められ、日本に対する期待が込められた[91]。
- 登録物件の保全措置報告（SOC）で、日本からは第39回世界遺産委員会において六年毎の定期報告を行った知床の継続課題に関する経過報告が確認された[92]。
- 次回の委員会開催地が決定されるのが慣例となっていたが、立候補国不在のため、決定が先送りとなった[93]（2017年11月の臨時委員会で、バーレーンのマナーマでの開催が決定[94]）。

### 原語
名称変更が提案された物件については、原語を枠内に併記すると煩雑になるので、この欄に一括してまとめている（他言語版にリンクしている用語などはこの限りではない）。
1. ↑  英語: Sambor Prei Kuk Archaeological Site of Ancient Ishanapura / フランス語: Sambor Prei Kuk, site archéologique de l’ancienne Ishanapura
2. ↑  英語: Temple Zone of Sambor Prei Kuk, Archaeological Site of Ancient Ishanapura / フランス語: La zone des temples de Sambor Prei Kuk, site archéologique de l’ancienne Ishanapura
3. ↑  英語:  Sacred Island of Okinoshima / フランス語: Île sacrée d’Okinoshima
4. ↑   英語: Mbanza Kongo, vestiges of the capital of the former Kingdom of Kongo / フランス語: Mbanza Kongo, vestiges de la capitale de l’ancien Royaume du Kongo
5. ↑  英語: Asmara: a Modernist City of Africa / フランス語: Asmara : une ville moderniste d’Afrique
6. ↑  英語: The Venetian Works of Defence between 16th and 17th Centuries: Stato da Terra – western Stato da Mar / フランス語: Les ouvrages de défense vénitiens du XVIe au XVIIe siècle : Stato da Terra – Stato da Mar occidental
7. ↑  英語: Kujataa Greenland: Norse and Inuit Farming at the Edge of the Ice Cap / フランス語: Kujataa au Groenland : agriculture nordique et inuite en bordure de la calotte glaciaire
8. ↑  英語: Caves and Ice Age Art in the Swabian Jura / フランス語: Les grottes et l’art de la période glaciaire dans le Jura souabe
9. ↑  英語: The Assumption Cathedral and Monastery of the town-island of Sviyazhsk / フランス語: La cathédrale et le monastère de l’Assomption de l’île-village de Sviajsk
10. ↑  フランス語: Vieille ville d’Hébron/Al-Khalil。推薦時の名称だと「旧市街」は「アル＝ハリール」のみに係るが、登録時の名称だと、「旧市街」はヘブロンとアル＝ハリール双方に係る。